# 98825 Меріеллен
98825 Меріеллен (98825 Maryellen) — астероїд головного поясу, відкритий 27 грудня 2000 року.
Тіссеранів параметр щодо Юпітера — 3,351.